# Millettia pterocarpa
Millettia pterocarpa är en ärtväxtart som beskrevs av Stephen Troyte Dunn. Millettia pterocarpa ingår i släktet Millettia och familjen ärtväxter. IUCN kategoriserar arten globalt som sårbar. Inga underarter finns listade i Catalogue of Life.